# ФК Сент Мирен
ФК Сент Мирен (енгл. St. Mirren Football Club) је шкотски фудбалски клуб из Пејслија. Такмичи се у Премијер лиги Шкотске.
Клуб је основан 1877. године.. Утакмице игра на стадиону Сент Мирен парк капацитета 8.022 места. Боје клуба су црна и бела.
Сент Мирен је три пута освајао куп Шкотске, 1926., 1959. и 1987. године.

## Успеси клуба
- Куп Шкотске

Победник (3): 1925/26, 1959/60, 1986/87
- Прва дивизија

Победник (4): 1967/68, 1976/77, 1999/00, 2005/06

## Сент Мирен у европским такмичењима
| Сезона   | Такмичење            | Рунда         | Земља     | Клуб            | Меч на свом терену | Меч у гостима | Укупан скор |
| -------- | -------------------- | ------------- | --------- | --------------- | ------------------ | ------------- | ----------- |
| 1980/81. | УЕФА куп             | 1. коло       | Шведска   | ФК Елфсборг     | 2:1                | 0:0           | 2:1         |
|          |                      | 2. коло       | Француска | ФК Сент Етјен   | 0:0,               | 0:2           | 0:2         |
| 1983/84. | УЕФА куп             | 1. коло       | Холандија | ФК Фајенорд     | 0:1                | 0:2           | 0:3         |
| 1985/86. | УЕФА куп             | 1. коло       | Чешка     | ФК Славија Праг | 3:0                | 0:1,          | 3:1         |
|          |                      | 2. коло       | Шведска   | ФК Хамарби      | 3:3                | 1:2           | 4:5         |
| 1987/88. | Куп победника купова | 1. коло       | Норвешка  | ФК Тромсе       | 1:0                | 0:0           | 1:0         |
|          |                      | осмина финала | Белгија   | ФК Мехелен      | 0:0                | 0:2           | 0:2         |

Укупни УЕФА коефицијент: 11.0